# Пралиев, Калдыбай Джайловович
Калдыбай Джайловович (Жайловович, Жайлауович) Пралиев — советский и казахстанский учёный в области химии синтетических и природных лекарственных веществ, доктор химических наук, профессор, академик НАН РК.

## Биография
Родился 29 июня 1941 года в селе Карабулак Сайрамского района Южно-Казахстанской области. Происходит из рода Шымыр племени дулат.
Окончил химический факультет Казахского государственного университета им. С. М. Кирова (1965, с отличием).
С 1964 г. вёл научную деятельность в Институте химических наук им. А. Б. Бектурова: старший лаборант, инженер, младший, старший, ведущий научный сотрудник, заместитель Генерального директора по научной работе (с 1994), зав. лабораторией химии синтетических и природных лекарственных веществ.
В 1970 г. защитил кандидатскую, в 1991 г. — докторскую диссертацию, их темы «Синтез, стереохимия и некоторые превращения пространственных изомеров 2-метил- и 1,2-диметил-4-этинил-4оксидекагидрохинолина» и «Синтез, стереохимия и свойства новых производных пиперидина и декагидрохинолина». В 1992 г. присвоено звание профессора.
Ректор Алматинского филиала Российско-Казахстанского современного гуманитарного университета, ректор Алматинского университета непрерывного образования.
С 2004 г. — академик Национальной академии наук Республики Казахстан.
Под его руководством синтезировано несколько тысяч новых пиперидин-содержащих соединений, среди которых высокоэффективные анальгетики, анестетики, антиритмики, спазмолитики, иммуностимуляторы и иммуномодуляторы, антибактериальные средства, и др.
Автор около 700 научных работ, получил около 200 патентов на изобретения в Республики Казахстан, 10 патентов за рубежом. Подготовил 4 докторов и 26 кандидатов химических наук.
Лауреат Государственной премии Республики Казахстан в области науки, техники и образования (2003, за работу «Разработка, создание и внедрение новых оригинальных отечественных лекарственных средств из синтетического и растительного сырья Казахстана»). Лауреат премии Совета Министров КазССР (1986 - За создание, промышленное освоение производства и внедрение в медицинскую практику первого в истории нашей республики оригинального лекарственного средства цефедрина - антидепрессанта нового класса), премии им. К. И. Сатпаева, заслуженный изобретатель РК. Награждён медалями, знаком  Изобретатель СССР.